# کاستیار دل ریو
کاستیار دل ریو (به اسپانیایی: Castellar del Riu) یک شهرستان در اسپانیا است که در استان بارسلون واقع شده‌است.

## خصوصیات
کاستیار دل ریو ۳۲٫۷۴ کیلومترمربع مساحت و ۱۵۴ نفر جمعیت دارد و ۱٬۲۳۴ متر بالاتر از سطح دریا واقع شده‌است.